# Pyroteuthis
Pyroteuthis är ett släkte av bläckfiskar. Pyroteuthis ingår i familjen Pyroteuthidae.
Kladogram enligt Catalogue of Life:
| Pyroteuthis | \| \| Pyroteuthis addolux \| \| \| \| \| \| Pyroteuthis margaritifera \| \| \| \| \| \| Pyroteuthis serrata \| \| \| \| |
|             | \| \| Pyroteuthis addolux \| \| \| \| \| \| Pyroteuthis margaritifera \| \| \| \| \| \| Pyroteuthis serrata \| \| \| \| |
|             | Pterygioteuthis |
|             | |
|             | Pyroteuthis addolux |
|             | |
|             | Pyroteuthis margaritifera                                                                                               |
|             | |
|             | Pyroteuthis serrata |
|             | |

|  | Pyroteuthis addolux       |
|  |                           |
|  | Pyroteuthis margaritifera |
|  |                           |
|  | Pyroteuthis serrata       |
|  |                           |